# ISM-диапазон
ISM диапазоните (акроним от английски: Industrial Scientific and Medical band) са радиодиапазони, запазени предимно за нетърговска употреба – промишлени, научни и медицински цели. Те са дефинирани в ITU-R в 5.138 и 5.150 на Radio Regulations. Употребата на тези обхвати в отделните страни зависи и от националните им нормативни документи.

## Честотни ленти
- 6,765 – 6,795 MHz,
- 13,553 – 13,567 MHz,
- 26,957 – 27,283 MHz,
- 40,660 – 40,700 MHz,
- 433,05 – 434,79 MHz,
- 2,4 – 2,5 GHz,
- 5,725 – 5,875 GHz,
- 24 – 24,25 GHz,
- 61 – 61,5 GHz,
- 122 – 123 GHz,
- 244 – 246 GHz.

В последните години следните радиодиапазони се използват и за неизискващи лицензиране и нечувствителни към грешки системи за връзка, като Безжични мрежи и Bluetooth:
- 900 MHz band (33,3 cm Дължина на вълната)
- 2,4 GHz band (12,2 cm Дължина на вълната)
- 5,8 GHz band (5,2 cm Дължина на вълната)

Безжичният IEEE 802.11b/g Ethernet също работи в 2,4 GHz радиодиапазон.